# Préfecture de Fouman
Le préfecture de Fouman est une préfecture de la province du Guilan en Iran, dont la capitale est Fouman.
La préfecture compte trois villes : Fouman, Massouleh et Maklavan.